# Charlottenbergs HC
Charlottenbergs HC är en ishockeyklubb från Charlottenberg bildad 1955. Verksamheten består av ett A-lag (herrar), ett damlag, ett veteranlag, ett antal ungdomslag och hockeyskola. Upptagningsområdet är hela Eda kommun samt norska grannkommuner. Klubbens hemmaarena är Gränshallen. Sedan 2008 spelar A-laget i Hockeytrean. Föreningen har fostrat bl.a. Marcus Nilsson som spelar för Färjestad BK i SHL.